# Управа за ветерину
Управа за ветерину је орган управе у саставу Министарства пољопривреде, шумарства и водопривреде. Управом руководи директор, а тренутно је Живко Матијевић вршилац дужности директора.

## Надлежности
Управа за ветерину је надлежна за следеће послове:
- здравствену заштиту животиња
- ветеринарско-санитарну контролу у производњи и у унутрашњем и спољном промету животиња, споредних производа животињског порекла, репродуктивног материјала и других организама и предмета којима се може пренети заразна болест, хране за животиње и компоненти за производњу хране за животиње
- регистрацију, односно одобравање и контролу рада објеката за производњу намирница животињског порекла (кланице, млекаре и др.)
- регистрацију, односно одобравање и контролу објеката за производњу хране за животиње и нешкодљиво уклањање лешева и споредних производа животињског порекла, као и објеката за њихову прераду
- контролу производње и унутрашњи и спољни промет лекова и биолошких средстава за употребу у ветерини
- друге послове одређене законима

## Инспектори
Управа за ветерину има у сваком управном округу ветеринарског инспектора, као и на одређеним ганичним прелазима.

## Регистри
Управа за ветерину води следеће регистре:
- Регистар овлашћених произвођача и дистрибутера средстава за обележавање
- Регистар прихватилишта за напуштене кућне љубимце
- Регистар за огледе на животињама
- Регистар одгајивачница
- Регистар пансиона
- Регистар зоолошких вртова
- Регистар овлашћених обележивача